# Платовы
Платовы — русские графский и дворянский роды.

## Платовы (ОГ 9-5)
Граф Матвей Иванович Платов, по Именному Его Величества Государя Императора Александра I 29 октября 1812 года Высочайшему указу, в знак признательности к Войску Донскому, и во изъявление особенного Монаршего благоволения к усердной службе и ревностным трудам Атамана оного, помянутого генерала от кавалерии Платова, способствующего вверенными ему силами поражению врага Отечества, Всемилостивейше возведен с потомством его в графское достоинство Российской Империи, а 15 марта 1816 года герб рода Платова Высочайше утвержден.
Граф Матвей Иванович от первого брака с Надеждой Степановной (урожденной Ефремовой) имел сына:
- граф Иван Матвеевич старший (1777—1806), от брака с Марией Степановной, имел сына:
  - графа Матвея Ивановича (1806-), который от брака с девицей Машлыкиной, имел сыновей:
    - графа Ивана Матвеевича (1832—1895) — штабс-ротмистр (1854/55), с 1848 служил в Атаманском полку, участник Крымской войны 1853-56, адъютант ген.-адъютанта гр. Ф. В. Орлова-Денисова (с 1855), с 1858 в отставке, с его смертью род графов Платовых пресёкся;
    - графа Матвея Матвевича (1837—1888) гвардии штабс-ротмистр (1863), в должности шталмейстера, служил в л.-гв. Казачьем полку (1857-63), поч. попечитель Новочеркасской гимназии (1861-76, 1883-88).

От брака с Марфой Дмитриевной Кирсановой (- 1812), имел двух сыновей и двух дочерей:
- Лина Матвеевна была за полковником Харитоновым;
- Мария Матвеевна за генерал-майором Грековым;
- Матвей Матвеевич (1793—1815) — генерал-майор (1814), с 1812 на воен. службе, участник Отеч. войны 1812 (в 1813 награждён орденом Св. Георгия 4-й степени и золотой саблей с надписью «За храбрость») и заграничных походов рос. армии 1813-14, ком. Атаманского полка (1813), отличился в сражениях при Бауцене, Сезане, Фер-Шампенуазе и Арси-сюр-Об;
- граф Иван Матвеевич младший (1795—1874), полковник войска Донского, от брака с Линой Степановной имел дочь,
  - графиню Марфу Ивановну (1816—3.11.1891, Ялта), за князем Дмитрием Григорьевичем Голицыным (в 1879 году вышла замуж за 55-летнего инженера, ялтинского градоначальника барона Андрея Людвиговича фон Врангель — брата генерала В. Л. Врангеля).

Герб рода графа Платова внесён в Часть 9 Общего гербовника дворянских родов Всероссийской империи, № 5:
В щите, имеющем голубое поле, изображены регалии, принадлежащие Войску Донскому, и на середине в маленьком красного цвета щитке, покрытом дворянскою короною, находится воин в одеянии того Войска с булавою, сидящий на белом коне, обращённом влево. В нижнем серебряном поле означены в большом количестве пушки и знамёна. В золотой вершине, разрезанной к средине двумя диагональными от верхних углов чертами, чёрный орёл коронованный, имеющий в лапах скипетр и державу.

Щит покрыт графскою короною с тремя шлемами, крайние два увенчаны дворянскими коронами, с изображением на них крестообразно двух Всемилостивейше пожалованных сабель и бриллиантового пера на шапке. Средний шлем имеет графскую корону, на поверхности которой парит Всероссийский чёрный орёл, держащий лавровую и масличную ветви. Намёт на щите золотой, подложенный голубым и красным. По сторонам щита поставлены в красном и синем одеянии два воина, держащие в руках: с правой стороны пожалованное Атаманскому полку знамя, а с левой стороны Георгиевский бунчук. Внизу щита девиз: ЗА ВЕРНОСТЬ, ХРАБРОСТЬ И НЕУТОМИМЫЕ ТРУДЫ.

## Платовы (ОГ 14-111)
Определением Правительствующего Сената от 14.03.1883 генерал-лейтенант Александр Степанович Платов с сыном Сергеем утверждены в потомственном дворянском достоинстве, по личным его, Александра Платова, заслугам, с правом на внесение во II часть дворянской родословной книги.
Герб рода Александра Платова внесён в Часть 14 Общего гербовника дворянских родов Всероссийской империи, № 111:
В червленом щите золотое изображение царь-пушки, обращенной вправо, на золотом лафете. В серебряной главе щита накрест две черные булавы. Щит увенчан дворянским коронованным шлемом. Нашлемник: черный орел. Намет: справа — червленый с золотом, слева — черный с серебром.